# Composició VIII
Composició VIII (Komposition 8 en alemany) és un quadre abstracte del pintor Vassily Kandinsky de 1923. Forma part de la col·lecció del Museu Guggenheim de Nova York.

## Descripció
Sobre un fons de color beix irregular, es disposen sobre el llenç una sèrie de línies negres, cercles de colors, semicercles i algun triangle que se superposen irregularment. Algunes de les línies formen quadrícules inclinades amb alguns quadrats pintats de colors diferents, d'altres formen angles aguts i algunes altres són corbes. Els semicercles es disposen en tres grups de quatre, i són tangents entre si. Molts dels cercles són concèntrics i destaca sobre el fons clar un cercle negre de contorn vermell i centre lila, situat a la part superior de l'esquerra del llenç.

## Estil
Influenciat per l'ús de les formes geomètriques en l'abstracció del suprematisme de Kazimir Malèvitx, defuig d'aquest corrent d'avantguarda en afegir significació a les formes. Kandinsky té la intenció que els espectadors hagin d'aportar idees, sentiments i sensacions per interpretar un missatge que, mitjançant les formes abstractes, es mostra més obert, plural i polisèmic. La diferència de Kandinsky amb els altres autors suprematistes és que Kandinsky confiava en el contingut expressiu de les formes abstractes.
A través de les formes geomètriques, l'obra de Kandinsky seguia tenint referències al paisatge, i aquesta diferenciació respecte als compatriotes russos el va portar a traslladar-se a Alemanya, on el seu art tenia millor rebuda. El 1922, passaria a formar part del claustre de l'escola Bauhaus. Allà hi treballaria fins al 1933, quan el govern nazi clausuraria l'escola i confiscaria 57 de les obres de Kandinsky.

## Història
Durant la primavera de 1929, Solomon i Irene Guggenheim van acompanyar en un viatge per Europa Hilla von Rebay. Després de conèixer Kandinsny a l'estudi de l'artista a Dessau, Alemanya, Guggenheim va adquirir Composició VIII, la primera de les més de 150 obres de l'artista que passarien a formar part de la seva col·lecció.